# Rogiera ehrenbergii
Rogiera ehrenbergii là một loài thực vật có hoa trong họ Thiến thảo. Loài này được (K.Schum. ex Standl.) Borhidi miêu tả khoa học đầu tiên năm 1982.